# Приварський Юрій Юрійович
Юрій Юрійович Приварський (нар. 10 листопада 1975, місто Рівне Рівненської області) — український діяч, 1-й заступник голови Рівненської обласної державної адміністрації (2014—2017 рр.), виконувач обов'язків голови Рівненської обласної державної адміністрації (2014 рік).

## Життєпис
Трудову діяльність розпочав із 1991 року.
У 1997 році закінчив економічний факультет Української Державної академії водного господарства за спеціальністю «Облік і аудит». У 2003 році закінчив правничий факультет Львівського Національного університету імені Івана Франка за спеціальністю «Правознавство».
З квітня 2008 року по червень 2010 року працював головним державним податковим інспектором відділу представництва інтересів в судах та організації позовної роботи юридичного управління Державної податкової адміністрації в Рівненській області.
З серпня 2010 року по вересень 2012 року — начальник відділу по роботі зі зборами дебіторської заборгованості ПАТ «АЕС Рівнеобленерго».
У березні 2014 — жовтні 2017 року — 1-й заступник голови Рівненської обласної державної адміністрації. 18 листопада — 26 грудня 2014 року — виконувач обов'язків голови Рівненської обласної державної адміністрації.
У 2000 році нагороджений почесною грамотою КРУ за високі професійні досягнення, у 2015 році — почесною грамотою Міністерства оборони України за вагомий особистий внесок та зразкове виконання службових обов'язків під час будівництва оборонних споруд на сході України.